# هاي! ساي! جمب
هاي! ساي! جمب هي فرقة فتيان يابانية مكونة من ثمانية أعضاء تابعة لوكالة جوني وشركاه للمواهب اليابانية. تنقسم المجموعة إلى مجموعتين فرعيتين: الأولى Hey! Say! BEST وأعضائها هم الأعضاء الأكبر سنا في الفرقة وتعني (Best Excellent Select Team) والفرقة الثانية Hey! Say! 7 وهي للأعضاء الأصغر سنا.
باعت الفرقة في اليابان أكثر من 10 ملايين نسخة.

## تاريخ

### في بداية عام 2007
في حفلة كاتون "KATTUN" في الثالث من أبريل عام 2007 ظهر خمسة من الجونيز جونيور"Johnny's Jr." وهم يويا تاكاكي" Takaki Yuya", دايكي اريوكا"Arioka Daiki"، ريوسكي يامادا"Yamada Ryosuke"، يوتو ناكاجيما"Nakajima Yuto" ويوري تشينين "Chinen Yuri" تحت اسم Hey! Say! 7
في السادس عشر من يونيو عام 2007 أعلن أن Hey! Say! 7 سيصدرون ألبوما مصغرا بعنوان "Hey! Say!" ويحتوي أغنيتين الأولى تحمل اسم الألبوم وسيتم تصويرها وإصدار الألبوم كأول أغنية مصورة للفرقة في الأول من أغسطس عام 2007، واُستخدمت هذه الأغنية كمقدمة للأنمي "Lovely Complex" والأغنية الثانية Bon Bon كأغنية ختامية لنفس الأنمي.
الإسطوانة حققت نجاح ببيع 120,520 نسخة في الأسبوع الأول مما جعلهم أصغر فرقة ذكورية تدخل في ترتيب لائحة الاوريكون.

### في عام 2007 إلى الوقت الحالي
- في الرابع والعشرين من سبتمبر عام 2007 اعلنت الوكالة عن تشكيل فرقة Hey! Say! JUMP الخمسة أعضاء في Hey! Say! 7 ومعهم خمسة أعضاء جدد وهم كوتا يابو، كي اينو، هيكارو ياوتومي، كييتو اوكاموتو وريوتارو موريموتو. وأعلن عن إصدار أول اسطوانة في الرابع عشر من نوفمبر 2007 "Ultra Music Power" والتي استخدمت كأغنية لليابان في كأس العالم لكرة الطائرة للرجال 2007 وبيعت 360,246 نسخة في الأسبوع الأول.
- في عام 2008 اصدروا ثاني اسطوانة "Dream Come True" حيث بيعت 255,691 نسخة في الأسبوع الأول.
- وفي يونيو 2008 أعلن عن إصدارهم الاسطوانة الثالثة "Your seed" الذي اُستخدم لاحقا كأغنية لنسخة اليابانية من لفبلم الانميتشن كونغ فو باندا وبيعت 213,678 نسخة في الأسبوع الأول من الإصدار.
- وفي أكتوبر عام 2008 أصدرت الفرقة الاسطوانة الرابعة "Mayonaka no Shadow Boy" والتي اُستخدمت كأغنية لدراما التي كانت من بطولة أربعة أعضاء من الفرقة وهم ريوسكي يامادا، يوتو ناكاجما، دايكي اريوكا وتشينين يوري وتم بيع 291,379 نسخة في الأسبوع الأول.
- في الرابع والعشرين من فبراير 2010 الفرقة أصدرت الاسطوانة الخامسة "Hitomi No Screen" حيت تصدرت لائحة الاوريكون ببيع 250,206 نسخة واُستخدمت كأغنية لدراما "Hidarime Tantei EYE".
- في السابع من يوليو عام 2010 اصدرت الفرقة أول البوم Jump No.1.
- في الخامس والعشرين من ديسمبر عام 2010 اصدرت الفرقة سادس اسطوانة التي هي "Arigato~ Sekai no Doko ni Ite mo" (شكرا~ في أي مكان في العالم) حيث تصدرت المرتبة الأولى في لائحة الاوريكون ببيع 64,206 نسخة في اليوم الأول وقد كانت الأغنية عبارة عن شكر للمعجبين في أنحاء العالم بحيث كانت كلمات الأغنية تحتوي على كلمات الشكر بعدة لغات.
- في الثامن والعشرين من يونيو عام 2011 نشرت صور في الإنترنت لأصغر عضو في الفرقة ريوتارو مورموتو وهو يقوم بتدخين سيجارة، وفي اليوم التالي اعتذرت الوكالة وتم ايقافه رسميا وخرج من الوكالة ولم يعد يظهر على شاشة التلفاز.
- في التاسع والعشرين من يونيو عام 2011 اصدرت الفرقة أسطوانة جديدة "OVER" وحققت الأغنية نجاحاً كبيرا في الأسبوع الأول وبيعت 265,390 نسخة.

## الأعضاء
Hey! Say! 7
ريوسكي يامادا
يوتو ناكاجيما
كييتو اوكاموتو
تشينين يوري
Hey! Say! BEST
كوتا يابو
يويا تاكاكي
كي اينو
هيكارو ياوتومي
دايكي اريوكا

## البرامج التلفزيونية
. Bakushō Hyappun Terebi Heisei Families (يامادا، ناكاجيما، موريموتو)2008-2009
Hi! Hey! Say!
. (يابو، ياوتومي)2007-2009
Jikuukan Sedai Batoru Shōwa x Heisei Sho wa Hey! Say!
. (يامادا، ناكاجيما، موريموتو)2009-2009
School Kakumei!
. (يامادا، ياوتومي، تشينين)2009-الوقت الحالى
Shūmatsu YY JUMPing
. (يابو، ياوتومي)2009-2011
Yan Yan JUMP
Itadaki high jump (جميع الاعضاء ويعرض حاليا)
Little 
. Tokyo live (يظهر جميع الاعضاء فيه كضيوف في بعض الحلقات ويعرض حاليا)

## الجوائز
| أفضل عشرة فنانين 2008 | أفضل عشرة اسطوانات 2008 |
| --------------------- | ----------------------- |
| Hey! Say! JUMP        | "Ultra Music Power"     |

## روابط خارجية
- هاي! ساي! جمب على موقع ميوزك برينز (الإنجليزية)
- هاي! ساي! جمب على موقع ديسكوغز (الإنجليزية)